# Józef Drozd
Józef Drozd (ur. 17 lutego 1857 we Wrocance, zm. 16 sierpnia 1923 w Sanoku) – polski duchowny rzymskokatolicki, doktor teologii, kanonik, katecheta, działacz społeczny.

## Życiorys
Józef Drozd urodził się 17 lutego 1857 we Wrocance. Był synem Szymona. 22 czerwca 1878 zdał egzamin dojrzałości w C. K. Gimnazjum w Rzeszowie.
Kształcił się w Seminarium Duchownym w Przemyślu, gdzie 1881 ukończył IV rok studiów teologicznych. Tam w 1882 otrzymał sakrament święceń kapłańskich. Uzyskał stopień doktora teologii. W latach 80. był kapelanem domowym w kancelarii konsystorialnej Przemyślu. Podjął pracę nauczyciela katechety 4 października 1884. Od tego roku pracował jako katecheta w C. K. Gimnazjum w Przemyślu. Pełniąc stanowisko prowizorycznego katechety przy C. K. Gimnazjum Wyższym w Przemyślu w dniach 16-18 lipca 1885 zdał egzamin klauzurowy celem uzyskania kwalifikacji katechety gimnazjalnego uzyskując notę celującą. Egzamin zawodowy nauczycielski złożył 19 lipca 1885. 28 lutego 1886 został mianowany nauczycielem rzeczywistym. Podczas Wiecu Księży Katechetów w Krakowie 27 sierpnia 1895 był referentem planu nauki religii w gimnazjach wyższych. Otrzymał tytuł c. k. profesora i przyznano mu VIII rangę w zawodzie nauczycielskim. W Przemyślu był członkiem rady miasta (do 1904 i ponownie powołany w 1906). Był autorem modlitewnika pt. Liber precum in usum litterarum studiosae iuventutis, wydanego w języku łacińskim w Przemyślu w 1895. Od około 1899 był członkiem Rady i c. k. powiatu przemyskiego wybrany z grupy gmin miejskich i pełnił funkcję członka wydziału powiatowego do około 1906. Jako delegat Rady powiatowej od 1900 zasiadał w C. K. Radzie Szkolnej Okręgowej w Przemyślu do około 1906.
Reskryptem C. K. Ministra Wyznań i Oświecenia z 10 stycznia 1903 został przeniesiony ze stanowiska profesora z C. K. Gimnazjum w Przemyślu na analogiczne stanowisko w C. K. Gimnazjum w Sanoku (zamieniony miejscami z ks. Janem Trznadlem; jednocześnie obaj pozostawali na dotychczasowych stanowiskach do sierpnia 1903). W szkole uczył religii obrządku łacińskiego. Reskryptem C. K. Ministra Wyznań i Oświecenia z 23 listopada 1907 i C. K. Rady Szkolnej Krajowej z 6 grudnia 1907 otrzymał VII rangę służbową. Podczas trzymiesięcznego urlopu dyrektora sanockiego gimnazjum Włodzimierza Bańkowskiego od 3 października 1911 pełnił obowiązki kierownika szkoły. W gimnazjum uczył do końca kwietnia 1912, po czym od maja tego roku przebywał na urlopie z powodu choroby, następnie ponownie był na urlopie zdrowotnym od 3 lutego 1913 (w tym czasie zastępował go przejściowo franciszkanin o. Tadeusz Wołczański). Ponownie uczył w gimnazjum od roku szkolnego 1913/1914 ze zmniejszoną liczbą godzin lekcyjnych (z przerwą na rok szkolny 1914/1915, gdy szkoła nie funkcjonowała po wybuchu I wojny światowej) do 3 stycznia 1916, później ponownie od roku szkolnego 1916/1917 i w kolejnych (przy czym w 1920/1921 przebywał na urlopie tymczasowo) do roku szkolnego 1922/1923. Równolegle  z pracą w sanockim gimnazjum był także katechetą w Instytucie Wyższym Naukowo-Wychowawczym w Sanoku, przygotowującym dziewczęta do zawodu nauczycielskiego. Był delegatem Rady Miasta Sanoka do wydziału Bursy Jubileuszowej im. Cesarza Franciszka Józefa w Sanoku od 1904 oraz od sierpnia 1905 sprawował stanowisko kierownika (prefekta) tej placówki. W tym charakterze zamieszkiwał w budynku bursy. Wśród uczniów posiadał autorytet, uchodził za dobrego człowieka, przywiązującego wagę do porządku. Był także ceniony za inteligencję oraz sposób wysławiania się.
W Sanoku był kapłanem parafii Przemienienia Pańskiego. Otrzymał tytuł kanonika. Przed 1911 przyznano mu przywilej noszenia Rokiety i Mantoletu. 4 listopada 1906 został wybrany zastępcą przewodniczącego tamtejszej Rady Parafialnej. W działalności kapłańskiej był uważany za znanego kaznodzieję, zręcznego mówcę, wygłaszającego podniosłe kazania podczas uroczystości zarówno kościelnych jak i patriotycznych (w wydaniu „Gazety Sanockiej” z 1910 napisano, iż przemawiał „ze swadą drugiego Skargi”).

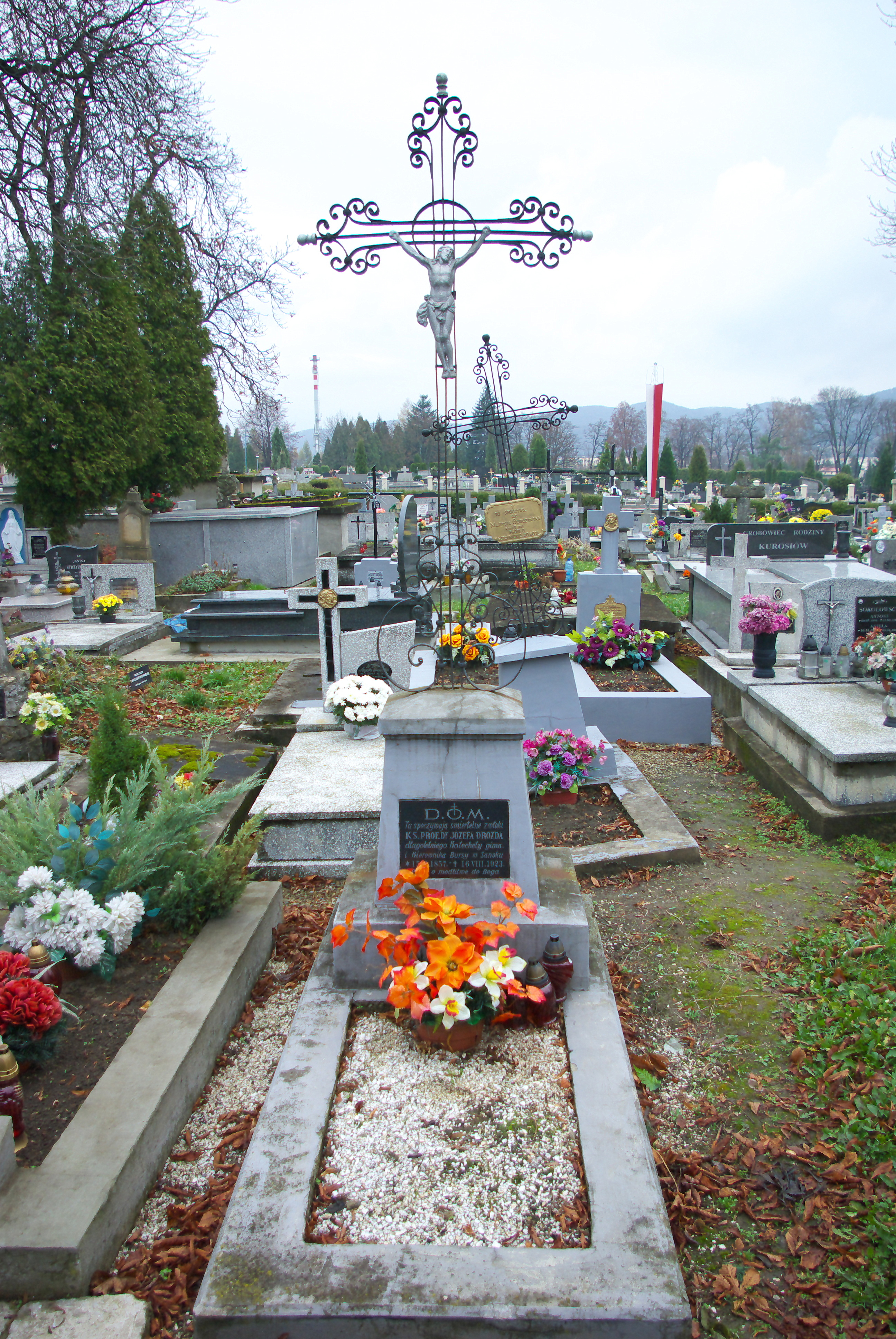
Nagrobek ks. Józefa Drozda

Działał społecznie. Był członkiem zwyczajnym Towarzystwa Domu Narodowego w Cieszynie. Zaangażował się w działalność antyalkoholową w Sanoku. Na początku 1907 odmówił startu w wyborach do Rady Miasta Sanoka z I koła. W 1910 został wybrany członkiem rady nadzorczej Towarzystwa Kredytowego Urzędników i Sług Państwowych w Sanoku. Był członkiem Towarzystwa Upiększania Miasta Sanoka. Podczas I wojny światowej wspierał materialnie polskich legionistów. Jako delegat patronatu drużyny bursowej został członkiem wydziału (zarządu) zawiązanego 22 maja 1919 Koła Przyjaciół Harcerstwa w Sanoku.
Był wujem nauczycielki Leonii Baronówny, której w 1913 udzielił ślubu z Kazimierzem Pająkiem. Jego bratankiem był Jan Drozd-Gierymski (1889-1970, nauczyciel, poseł na Sejm RP).
Ksiądz Józef Drozd zmarł 16 sierpnia 1923 w Sanoku w wieku 66 lat i w 41 roku kapłaństwa. Został pochowany na cmentarzu przy ul. Rymanowskiej w Sanoku 18 sierpnia 1923 po pogrzebie pod przewodnictwem proboszcza z Wrocanki i zarazem dziekana krośnieńskiego, ks. Józefa Niewodowskiego. Jego nagrobek w postaci kutego krzyża na betonowej podstawie został wpisany do wojewódzka ewidencji zabytków i podlega ochronie prawnej.

## Odznaczenia
austro-węgierskie
- Medal Jubileuszowy Pamiątkowy dla Cywilnych Funkcjonariuszów Państwowych (przed 1912)[61][62].
- Krzyż Jubileuszowy dla Cywilnych Funkcjonariuszów Państwowych (przed 1912)[61][62].